# باطل (ترانه)
«باطل» (به انگلیسی: Void) ترانه‌ای سروده‌شده، تهیه‌شده و خوانده‌شده توسط خواننده-ترانه‌پرداز آمریکایی ملانی مارتینز می‌باشد که در سومین آلبوم استودیویی وی تحت عنوان دریچه‌ها قرار دارد و در ۲۹ مارس سال ۲۰۲۳ از سوی آتلانتیک رکوردز منتشر شد. موزیک ویدئوی «باطل» در ۱۳ ژوئن سال ۲۰۲۳ منتشر شد.